# 梁川村 (山梨県)
梁川村（やながわむら）は山梨県北都留郡にあった村。現在の大月市梁川町各町にあたる。

## 地理
- 山：倉岳山、高畑山、御前山
- 河川：桂川

## 歴史
- 1874年（明治7年） - 都留郡綱ノ上村・新倉村・立野村・塩瀬村が合併して梁川村となる。
- 1878年（明治11年）7月22日 - 郡区町村編制法の施行により、梁川村が北都留郡の所属となる。
- 1889年（明治22年）7月1日 - 町村制の施行により、梁川村が単独で自治体を形成。
- 1954年（昭和29年）8月8日 - 大月町・猿橋町・七保町・笹子村・初狩村・賑岡村と合併して大月市が発足。同日梁川村廃止。

## 交通

### 鉄道路線
- 日本国有鉄道
  - 中央本線
    - 梁川駅

### 道路
- 国道20号

現在は旧村域を中央自動車道が通過するが、当時は未開通。